# Grevenbroicher Straße 105-107 (Mönchengladbach)

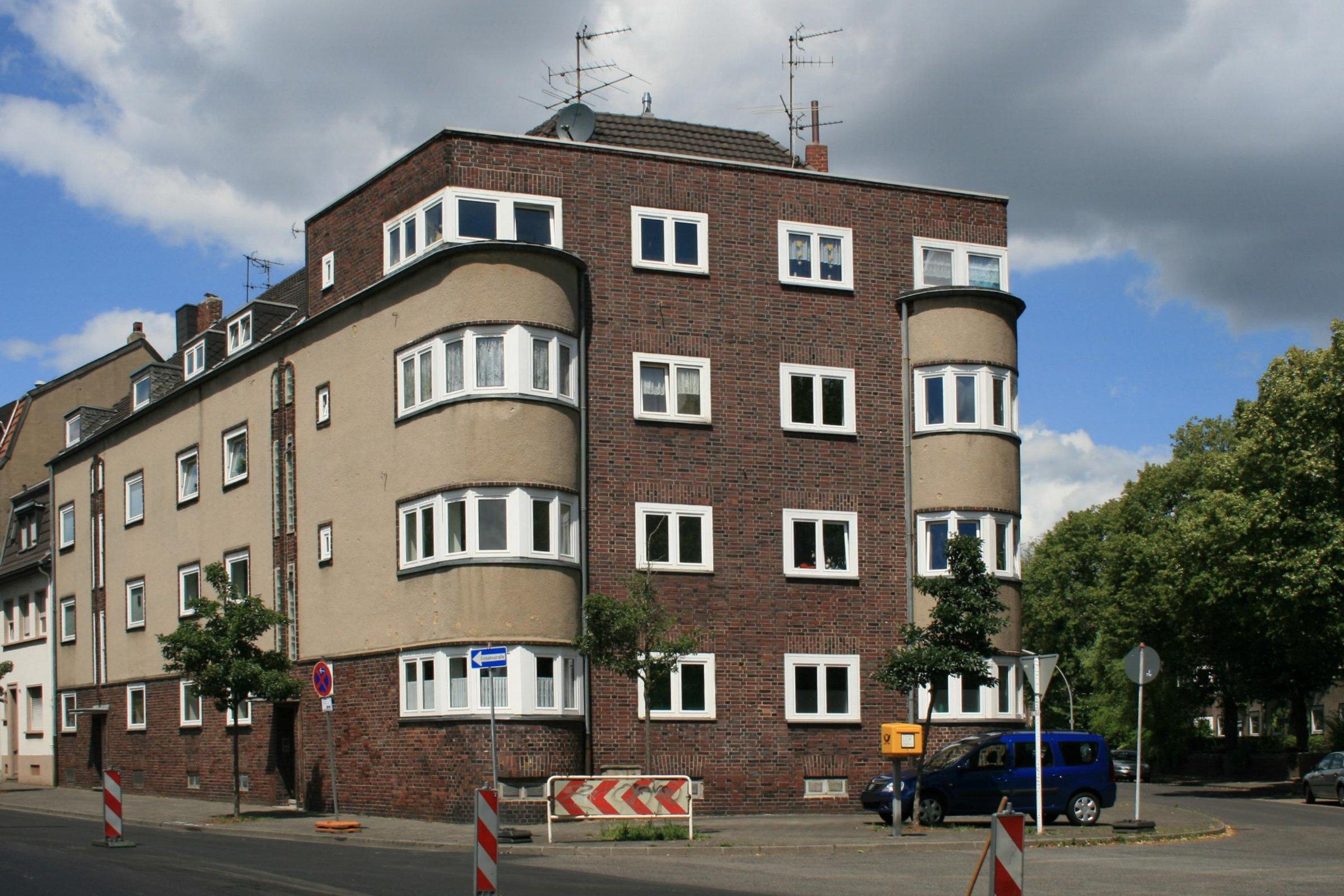
Wohnhaus (2010)

Das Wohnhaus Grevenbroicher Straße 105-107 / Teupesstraße 1–3 steht im Stadtteil Hardterbroich-Pesch in Mönchengladbach (Nordrhein-Westfalen).
Das Gebäude wurde 1930/31 erbaut. Es wurde unter Nr. G 045  am 21. Juni 1995 in die Denkmalliste der Stadt Mönchengladbach eingetragen.

## Lage
Das Haus steht im Dreieck von Grevenbroicher Straße und Teupesstraße an der südlichen Grenze des Stadtteils Hardterbroich-Pesch.

## Architektur
Das viergeschossige Mietwohnhaus ist in einer Materialkombination von Backstein und Putz ausgebildet.
Die backsteinsichtig ausgebildete Stirnseite mit zwei Fensterachsen wird beidseitig akzentuiert durch eine bugförmige Fassadenverlängerung der Seitenfronten. Um die Ecken (drittes Obergeschoss) und Rundungen greifende Fenstergruppen entsprechen der Plastizität der Vorderfront. Die beiden flächig gestalteten Seitenfassaden sind identisch mit backsteinsichtigem Erdgeschoss und verputzten Obergeschossen ausgeführt und mittels eines Formstein-Gesimses horizontal gegliedert.
Die jeweils siebenachsige Front gliedern zwei geschossübergreifende „Thermometer“-Fenster, die jeweils ein Treppenhaus belichten und die Aufteilung in zwei Wohngebäude verdeutlichen. Zwei gleichförmig mit Stichbogen und Backstein-Rahmung formulierte Eingänge erschließen die beiden Gebäudetrakte an jeder Straßenseite. Die einheitlich querrechteckig ausgebildeten Fensteröffnungen sind mit Formsteinen gerahmt und in regelmäßiger Reihung angeordnet; ein einzelnes, kleinformatiges Rechteckfenster in jedem Geschoss öffnet den linken, in Bugform auslaufenden Fassadenabschnitt. Vier Gauben setzen die Fensterachsen bis in die Dachfläche fort.